# Langley (Northumberland)
Langley è un paese della contea del Northumberland, in Inghilterra.

## Monumenti e luoghi d'interesse
- Castello di Langley, realizzato tra il 1350 e il 1364[1][2]